# Quách Phẩm (xã)
Quách Phẩm là một xã thuộc tỉnh Cà Mau, Việt Nam.

## Địa lý
Xã Quách Phẩm có vị trí địa lý:
- Phía đông giáp xã Đầm Dơi và xã Thanh Tùng
- Phía tây giáp xã Cái Nước
- Phía nam giáp xã Năm Căn và xã Tam Giang
- Phía bắc giáp xã Trần Phán.

Xã Quách Phẩm có diện tích 73,8 km², dân số năm 2024 là 28.844 người, mật độ dân số đạt 390 người/km².

## Lịch sử
Trước năm 1975, theo quản lý hành chính của chính quyền Mặt trận Dân tộc Giải phóng miền Nam Việt Nam, xã Quách Phẩm, được đặt theo tên nhà cách mạng Quách Văn Phẩm, là một đơn vị hành chính cấp xã thuộc huyện Ngọc Hiển, tỉnh Cà Mau.
Sau năm 1975, xã Quách Phẩm thuộc huyện Ngọc Hiển, tỉnh Cà Mau.
Ngày 20 tháng 9 năm 1975, Bộ Chính trị ban hành Nghị quyết số 245-NQ/TW về việc hợp nhất tỉnh Bạc Liêu, tỉnh Cà Mau và 2 huyện An Biên, Vĩnh Thuận (ngoại trừ 2 xã Đông Yên và Tây Yên) của tỉnh Rạch Giá thành một tỉnh mới, tên gọi tỉnh mới cùng với nơi đặt tỉnh lỵ sẽ do địa phương đề nghị lên.
Ngày 20 tháng 12 năm 1975, Bộ Chính trị ban hành Nghị quyết số 19/NQ về việc hợp nhất tỉnh Bạc Liêu và tỉnh Cà Mau thành một tỉnh mới, tên gọi tỉnh mới cùng với nơi đặt tỉnh lỵ sẽ do địa phương đề nghị lên.
Ngày 24 tháng 2 năm 1976, Chính phủ Cách mạng Lâm thời Cộng hòa miền Nam Việt Nam ban hành Nghị định số 3/NQ/1976 về việc hợp nhất tỉnh Bạc Liêu và tỉnh Cà Mau thành một tỉnh mới, lấy tên là tỉnh Bạc Liêu – Cà Mau. Khi đó, xã Quách Phẩm thuộc huyện Ngọc Hiển, tỉnh Cà Mau – Bạc Liêu.
Ngày 10 tháng 3 năm 1976, Chính phủ ban hành Nghị quyết về việc thành lập tỉnh Minh Hải trên cơ sở đổi tên tỉnh Bạc Liêu – Cà Mau. Khi đó, xã Quách Phẩm thuộc huyện Ngọc Hiển, tỉnh Minh Hải.
Ngày 25 tháng 7 năm 1979, Hội đồng Chính phủ ban hành Quyết định số 275-CP về việc:
- Chia xã Quách Phẩm A thuộc huyện Cái Nước thành xã Quách Phẩm (Quách Thẩm) và xã Hòa Điền.
- Chia nửa xã Quách Phẩm A thuộc huyện Năm Căn thành 3 xã: Tân Trung, An Lập, Tân An.
- Chia xã Quách Phẩm B thuộc huyện Ngọc Hiển thành xã Ngọc Chánh, xã Tân Hùng.
- Chia nửa xã Quách Phẩm B (Quách Thẩm B) thuộc huyện Năm Căn thành 3 xã: Thanh Tùng, Tân Điền, Hiệp Tùng.

Ngày 17 tháng 5 năm 1984, Hội đồng Bộ trưởng ban hành Quyết định 75-HĐBT về việc sáp xã Quách Phẩm thuộc huyện Cái Nước vào huyện Ngọc Hiển.
Ngày 17 tháng 12 năm 1984, Hội đồng Bộ trưởng ban hành Quyết định 168-HĐBT về việc đổi tên huyện Ngọc Hiển thành huyện Đầm Dơi. Xã Quách Phẩm thuộc huyện Đầm Dơi.
Ngày 2 tháng 2 năm 1991, Ban Tổ chức – Cán bộ của Chính phủ ban hành Quyết định số 51/QĐ-TCCP về việc:
- Sáp nhập xã Quách Phẩm vào xã Trần Phán.
- Thành lập xã Quách Phẩm trên cơ sở xã Tân Trung và xã Tân An.

Ngày 6 tháng 11 năm 1996, Quốc hội ban hành Nghị quyết về việc chia tỉnh Minh Hải thành tỉnh Bạc Liêu và tỉnh Cà Mau. Khi đó, xã Quách Phẩm thuộc huyện Đầm Dơi, tỉnh Cà Mau.
Ngày 25 tháng 6 năm 1999, Chính phủ ban hành Nghị định số 42/1999/NĐ-CP về việc thành lập xã Quách Phẩm Bắc thuộc huyện Đầm Dơi trên cơ sở có 4.061,5 ha diện tích tự nhiên và 10.291 nhân khẩu của xã Quách Phẩm.
Sau khi điều chỉnh địa giới hành chính, xã Quách Phẩm có 3.082,09 ha diện tích tự nhiên và 11.379 nhân khẩu.
Tính đến ngày 31/12/2024:
- Xã Quách Phẩm có 9 ấp: Bào Hầm, Bà Hính, Cái Keo, Khai Hoang, Khai Hoang Vàm, Lung Trường, Ngã Oác, Xóm Dừa, Xóm Mới.
- Xã Quách Phẩm Bắc có 10 ấp: Bến Bào, Cầu Ván, Cây Kè, Kinh Chuối, Kinh Giữa, Kinh Ngang, Lung Vinh, Nhà Cũ, Nhà Dài, Xóm Rẫy.

Ngày 12 tháng 6 năm 2025, Quốc hội ban hành Nghị quyết số 202/2025/QH15 về việc sắp xếp đơn vị hành chính cấp tỉnh (nghị quyết có hiệu lực từ ngày 12 tháng 6 năm 2025). Theo đó, sáp nhập tỉnh Bạc Liêu vào tỉnh Cà Mau.
Ngày 16 tháng 6 năm 2025, Ủy ban Thường vụ Quốc hội ban hành Nghị quyết số 1655/NQ-UBTVQH15 về việc sắp xếp các đơn vị hành chính cấp xã của tỉnh Cà Mau năm 2025 (nghị quyết có hiệu lực từ ngày 16 tháng 6 năm 2025). Theo đó, sáp nhập toàn bộ diện tích tự nhiên 36,3 km², quy mô dân số là 15.019 người của xã Quách Phẩm Bắc thuộc huyện Đầm Dơi vào toàn bộ 37,5 km² diện tích tự nhiên, quy mô dân số là 13.825 người của xã Quách Phẩm thuộc huyện Đầm Dơi.
Xã Quách Phẩm có 73,8 km² diện tích tự nhiên và quy mô dân số người 28.844 người.